# Lockheed F-94 Starfire
Lockheed F-94 Starfire je bil enomotorni reaktivni vsevremenski lovec 1. generacije, ki ga je razvil ameriški Lockheed na podlagi T-33 Shooting Star. Starfire je nasledil propelerskega F-82 Twin Mustang. F-94 je bil prvi operativni ameriški reaktivni lovec z dodatnim zgorevanjem. V uporabi je bil samo okrog 10 let.  

## Specifikacije (F-94C Starfire)
Podatki iz RAF Flying Review
Splošne karakteristike
- Posadka: 2
- Dolžina: 44 ft 6 in (13,6 m)
- Razpon kril: 42 ft 5 in (12,9 m)
- Višina: 14 ft 11 in (4,5 m)
- Površina kril: 232,8 ft² (21,63 m²)
- Teža praznega letala: 12708 lb (5764 kg)
- Naložena teža: 18300 lb (8300 kg)
- Maks. vzletna teža: 24184 lb (10970 kg)
- Pogon letala: 1 × Pratt & Whitney J48-P-5 turboreaktivni motote
  - Potisk motorjev (suh): 6350 lbf (28,2 kN)
  - Potisk motorjev z dodatnim zgorevanjem: 8750 lbf (38,9 kN)

 Zmogljivost 
- Maks. hitrost: 640 mph (556 vozlov, 1030 km/h, Mach 0,84)
- Doseg: 805 milj (700 nmi, 1300 km) combat
- Največji doseg: 1275 milj (1100 nmi, 2050 km)
- Višina leta: 51400 ft (15670 m)
- Hitrost vzpenjanja: 7980 ft/min (40,5 m/s)
- Obremenitev kril: 78,6 lb/ft² (384 kg/m²)
- Razmerje potisk/teža: 0,48

Oborožitev

- Rakete: 24 ali 48 × 2.75 in (70 mm) Mk 4/Mk 40 Folding-Fin Aerial Rocket

Letalska elektronika

- AN/APG-40 radar